# عبد الجواد ياسين
عبد الجواد ياسين (1954 -) هو كاتب ومفكر مصري.

## حياته
من مواليد مدينة الزرقا محافظة دمياط ولد عام 1954 تخرج من كلية الحقوق في جامعة القاهرة سنة 1976 وتدرج في سلك النيابة العامة والقضاء منذ تخرجه له مؤلفات في الفكر السياسي والفقه الدستوري .

## مؤلفاته
- السلطة في الإسلام العقل الفقهي السلفي بين النص والتاريخ
- الدين والتدين التشريع والنصّ والاجتماع
- مقدمة في فقه الجاهلية المعاصرة
- السلطة في الإسلام نقد النظرية السياسية
- اللاهوت.

## وصلات الخارجية
- | ضبط استنادي | ضبط استنادي                                                                                           |
| ----------- | --- |
| دولية       | - الاسم المعياري الدولي (ISNI) - ملف الضبط الاستنادي الافتراضي الدَّولي (VIAF)                          |
| وطنية       | - الملف الاستنادي المتكامِل (GND) - المكتبة الوطنية الفرنسية (BnF) - المكتبة القومية الإسرائيلية (J9U) |
| أخرى        | - النظام الجامعي للتوثيق (IdRef)                                                                      |